# António José Enes
Pour les articles homonymes, voir Antonio Enes et Enes.
 António José Enes (né le 15 août 1848 à Lisbonne et décédé le 6 août 1901 à Sintra) était un homme politique et diplomate portugais. 75e Gouverneur du Mozambique  de janvier 1895 à décembre 1895, il fut nommé Grand croix de l’Ordre de la Torre e Espada en 1896.